# ۶۲۳ (میلادی)

## رویدادها
- کلوتار دوم، شاه فرانک‌ها پسر خود داگوبرت یکم را پادشاه اوسترازیا نمود.
- سامو، از بازرگانان فرانکی، به عنوان شاه اسلاوها در موراویا، اسلوواکی و اتریش سفلی برگزیده شد.

## فرمانروایان
- داگوبرت یکم از سوی پدرش کلوتار دوم فرمانروای اوسترازیا شد.